# Laßnitz bei Murau
Laßnitz bei Murau was tot 2014 een gemeente in de Oostenrijkse deelstaat Stiermarken. De gemeente maakte deel uit van het district Murau en telde op 31 oktober 2013 1039 inwoners. Laßnitz bei Murau, dat tot 1951 Laßnitz heette, ging op 1 januari 2015 op in de gemeente Murau.
Stadsgemeenten:
Murau ·
Oberwölz

Marktgemeenten:
Mühlen ·
Neumarkt in der Steiermark ·
Sankt Lambrecht ·
Sankt Peter am Kammersberg
Scheifling ·

Overige gemeenten:
Krakau ·
Niederwölz ·
Ranten ·
Sankt Georgen am Kreischberg ·
Schöder ·
Stadl-Predlitz ·
Teufenbach-Katsch
- Gemeinsame Normdatei: 1171231717
- Virtual International Authority File: 249380723